# Birgit Friedl
Birgit Friedl (* 1958 in Ludwigsburg) ist eine deutsche Wirtschaftswissenschaftlerin. Sie ist Professorin für Controlling an der Christian-Albrechts-Universität zu Kiel und war dort auch Vizepräsidentin und Mitglied des Senats.

## Werdegang
Friedl studierte von 1978 bis 1983 Betriebswirtschaftslehre, Volkswirtschaftslehre und Wirtschaftsmathematik an der Universität Tübingen und erlangte das Staatsexamen für das höhere Lehramt an kaufmännischen Schulen. Von 1983 bis 1996 war sie als wissenschaftliche Mitarbeiterin am Lehrstuhl für Allgemeine Betriebswirtschaftslehre, insbesondere Industriebetriebslehre und Unternehmensforschung der Universität Tübingen tätig. Sie wurde dort 1989 promoviert und hat sich 1995 habilitiert. 
Nach Lehrstuhlvertretungen an der TU Kaiserslautern (1992) und der Katholischen Universität Eichstätt-Ingolstadt (1995/96) ist sie seit 1996 an der Universität Kiel tätig und wurde dort im Dezember 1996 zur Professorin am Institut für Betriebswirtschaftslehre berufen. Sie hat dort seither den Lehrstuhl für Controlling inne und forscht und publiziert insb. zum Kostenmanagement und zur Kostenkontrolle, zur Produktionsplanung und -steuerung sowie zur Unternehmensführung. 
Von 2011 bis 2014 war sie Vizepräsidentin der Christian-Albrechts-Universität zu Kiel. In dieser Position war sie für Wissens- und Technologietransfer und Diversity Management verantwortlich. Seit 2014 ist sie Gleichstellungsbeauftragte der Wirtschafts- und Sozialwissenschaftlichen Fakultät, und von 2016 bis 2018 war sie Mitglied des Senats.

## Schriften (Auswahl)
- Kosten- und Leistungsrechnung. Kurzlehrbuch mit eLearning-Kurs. 2024. ISBN 978-3-381-11161-9.
- Controlling. 3. Aufl., Stuttgart 2024. ISBN 978-3-8252-8781-8.
- General Management. 3. Aufl., München 2020. ISBN 978-3-8252-5298-4.
- Praxishandbuch Kostenmanagement. 2. Aufl., München 2019. ISBN 978-3-86764-694-9.
- Unternehmensplanung. 2. Aufl., Konstanz/München 2017. ISBN 978-3-86764-747-2.
- mit Franz Xaver Bea, Alexander Hennig, u. a.: Wirtschaftswissenschaften. 12 Kernfächer mit Aufgaben, Lösungen und Glossar. 2017. ISBN 978-3-86764-779-3.
- Kostenrechnung. Grundlagen, Teilrechnungen und Systeme. 2. Aufl., München/Wien 2010. ISBN 978-3-486-71026-7.
- mit Stephan E. Göthlich und Alexander Himme: Kostenrechnung. Übungen und Fallstudien. München/Wien 2007. ISBN 978-3-486-58458-5.
- Grundlagen des Beschaffungscontrolling. Berlin 1990. ISBN 978-3-428-06920-0.